# Кипарисова райдужна златка
Кипарисова райдужна златка (Lamprodila (Palmar) festiva) — вид жука-дереворіза роду Lamprodila родини златки.  Зустрічається в Європі і в Україні. Інвазивний шкідник в Україні.

## Опис
Жук розміром приблизно 1 см, який має блискучий зелений колір і сині крапки на виразно борозенчастих надкрилах. Личинка подовжена, сплющена, безнога, кремово-білого кольору, з чітко сегментованим тілом. Личинка виростає до розміру 15–20 мм.

## Шкідник
Кипарисова райдужна златка пошкоджує деякі хвойні рослини: туї, ялівці, кипарисовики, кипариси. Рослини, уражені кипарисовою райдужною златкою, зазвичай усихають протягом 2–7 років, залежно від їхнього розміру.

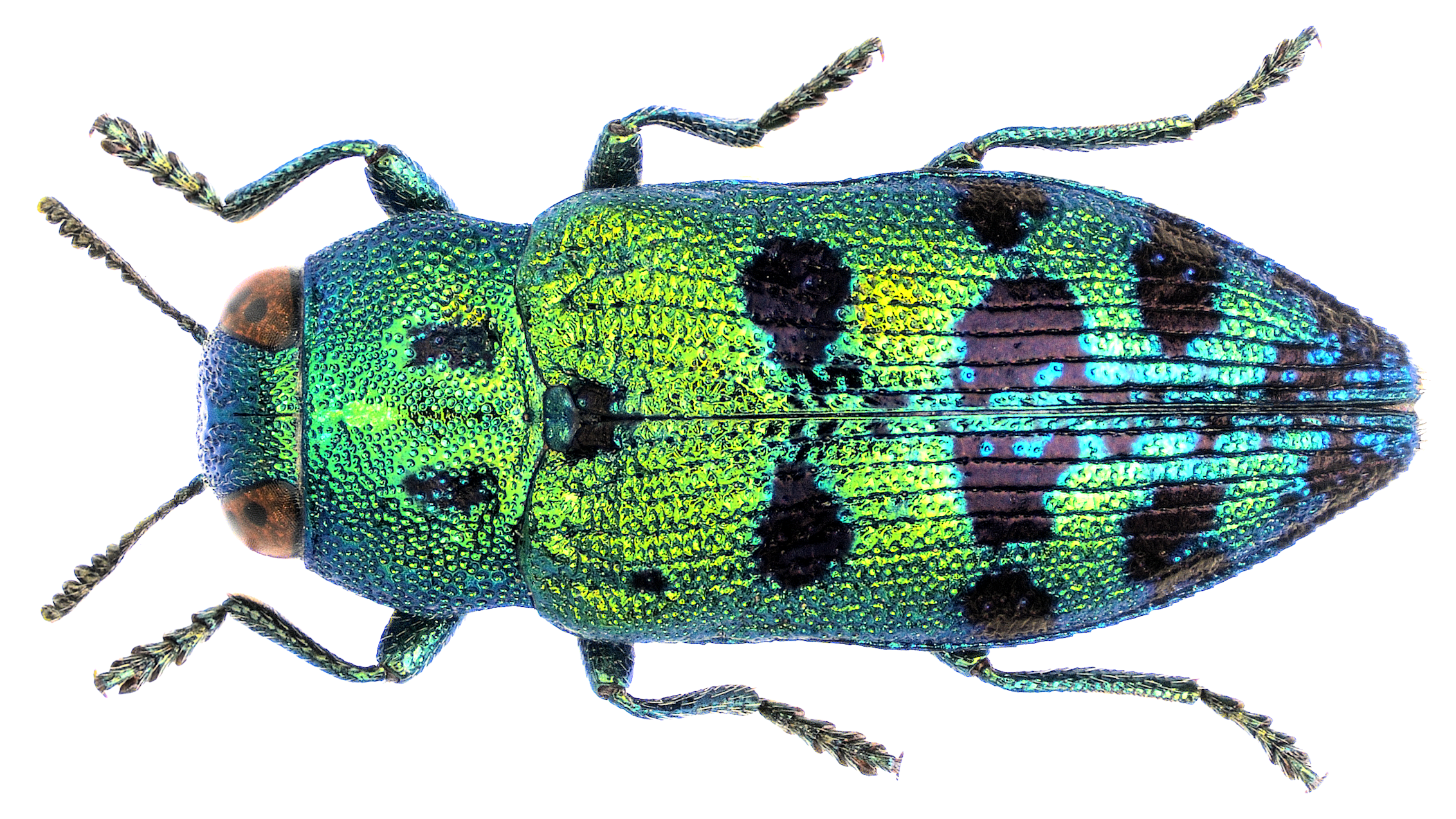
Lamprodila festiva

Цикл розвитку златки від яйця до дорослого жука триває два роки. Протягом цього періоду личинка перебуває під корою гілок і стовбура, де вона захищена від дії засобів захисту рослин. Жуки починають літати з кінця квітня і продовжують до кінця липня. Для захисту рослин від пошкоджень у цей період необхідно регулярно, кожні два тижні, обробляти їх препаратами, дозволеними «Державним реєстром пестицидів і агрохімікатів, дозволених до використання в Україні». Якщо профілактика не дає результату, рослини, уражені кипарисовою райдужною златкою, рекомендується знищити, щоб запобігти подальшому поширенню шкідника.

## Ареал
Природний ареал охоплює Середземномор’я, Північну Африку, Південну Європу, південну частину Центральної Європи та Південно-Західну Азію. Станом на 2025 кипарисова райдужна златка шириться Чорноморським узбережжям, а також углиб європейської частини України.